# Калим
Кали́м (загально-тюрк., тат. qalım) — традиційна форма торгівлі жінками: сплата викупу і сам викуп, який сплачує наречений та його сім'я за наречену її батькам або родичам. Був поширений у багатьох, в першу чергу, тюркських народів, Центральної і частково Східної Азії, Поволжя, Уралу і Зауралля, а також Кавказу.

## Поширення
Калим був поширений у більшості тюркських народів Середньої Азії (узбеки, туркмени, казахи), Поволжя (татари, башкири), Сибіру (в реліктовому стані в якутів), частково Кавказу (де також був поширений і в нетюркомовних народів).
Крім того, схожі звичаї практикували деякі монгольські (буряти) і тунгусо-манчжурські (евенки) народи цього великого регіону.

## Опис явища
Калим як плата за наречену є одним з найдавніших звичаїв у людській культурі і в реліктовому стані зберігається в традиціях багатьох народів світу. Так, в українців подібний звичай сплати віна міцно вкоренився у народній весільній обрядовості.
У тюрків, віддавна кочових скотарів, калим складався, переважно, з найбільшого скарбу — голів великої рогатої худоби, також з прикрас, тканин, побутового начиння тощо, а пізніше — з грошей (у найпізніші часи калим худобою міг бути замінений на грошовий еквівалент). Як і в решти культур світу варіюється від суспільного і матеріального стану батьків нареченої (в першу чергу) і/або нареченого, хоча традиційно існували неписані правила-«тарифи» калиму.
Калим був (і подеколи лишається) значним тягарем для нареченого (та його рідні), нерідко на його збирання йшли роки. Подеколи весілля справляли після часткової сплати калиму (нерідко лише тієї частки, що була необхідна безпосередньо для проведення весільної церемонії, і про яку домовлялися під час сватання). Раніше частково несплачений калим міг бути покритий відробітками чоловіка в господарстві тестя і/або тещі (зазвичай в незаможних родинах).
В цілому існувало кілька форм розпорядження калимом:
- увесь калим ішов батькам нареченої — найбільш архаїчна і найрозповсюдженіша форма. У рідкісному випадку розірвання шлюбу (і повернення жінки до батьківського обійстя) мав бути повернутий чоловікові;
- калим розподілявся між нареченою та її батьками — перехідна форма;
- увесь калим лишався у власності нареченої — найпізніша форма, за якої навіть у разі розірвання шлюбу калим міг лишитися жінці назавжди.

Зазвичай калим, а саме його сплата відбувались у формі театралізованого дійства, що найчастіше було складовою весільної церемонії.

## З історії явища
У тюрків калим, вважається, існував ще задовго до прийняття ісламу. Ісламізація з її жорстким розподілом обов'язків чоловіка і жінки лише «зацементувала» звичай сплати калиму в тюрків Середньої Азії та Поволжя.
З розвитком товарно-грошових відносин, і особливо капіталізму в XIX ст., калим худобою нерідко (особливо на промисловому Поволжі) замінювався на грошовий еквівалент.
Як явище калим у Середній Азії і частково на Поволжі існував аж до утворення СРСР (1922). Радянське законодавство на місцевих рівнях встановлювало кримінальну відповідальність за сплату і прийняття калиму з метою, як вважалось, боротьби зі шкідливими пережитками феодалізму, а насправді нерідко робило явище латентним. Попри намагання центральної влади остаточно побороти явище калиму, принаймні в деяких країнах Середньої Азії (Туркменістан і Узбекистан) не вдалося — з розпадом СРСР і утворенням незалежних республік, явище, не врегульоване на правовому рівні, існує в побуті (особливо в сільській місцевості).
У міському середовищі за зразком Туреччини і арабських країн (що співставно в цілому з рештою світу), своєрідним «калимом» вважаються весільні подарунки матері нареченої (зазвичай, коштовності), обов'язково матеріальна забезпеченість нареченого (як правило, принаймні, власне житло) і дуже часто сплата нареченим за проведення весілля.